# USS Salt Lake City (SSN-716)
Pour les autres navires du même nom, voir USS Salt Lake City.

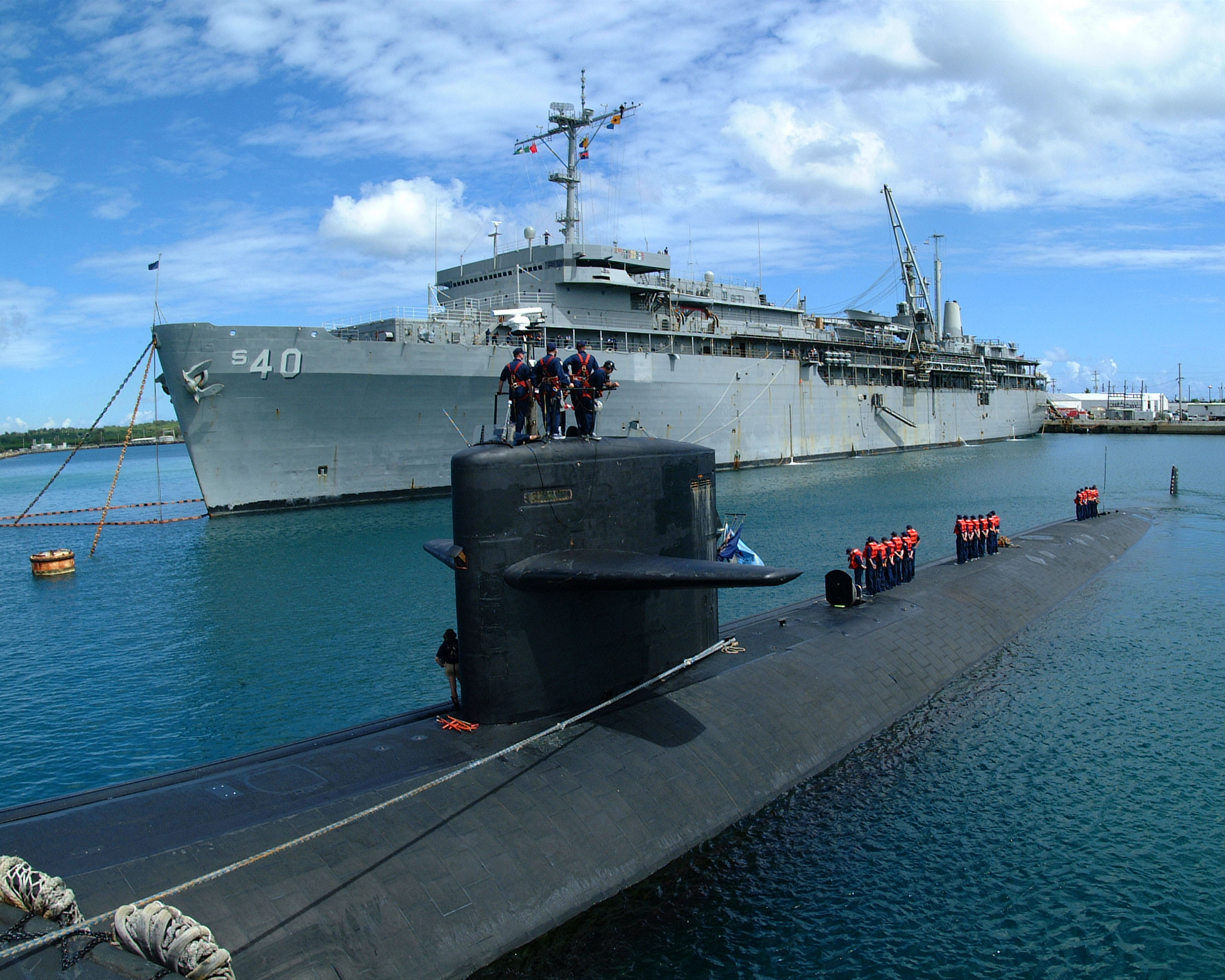
En arrière-plan, l'USS Frank Cable, l'un des deux ravitailleurs de sous-marins de la classe Emory S. Land en service dans la U.S. Navy dans les années 2000. Au premier plan, le sous-marin nucléaire d'attaque USS Salt Lake City (SSN-716).

L'USS Salt Lake City (SSN-716) est un sous-marin nucléaire d'attaque de classe Los Angeles en service dans l'US Navy de 1984 à 2006.

## Histoire
Construit au chantier naval Northrop Grumman de Newport News, il entre en service le 6 juillet 1985.
L'acteur Scott Glenn passe quelque temps à bord, afin de s'entraîner pour son rôle du commandant de l'USS Dallas Bart Mancuso dans le film À la poursuite d'Octobre rouge.
Le Salt Lake City reçoit de nombreuses récompenses durant ses huit déploiements, parmi lesquelles quatre Battle Efficiency Awards, trois Navy Unit Commendations et deux Meritorious Unit Commendations.
Une cérémonie d'adieu se tient le 26 octobre 2005 à San Diego, avant un dernier voyage sous le pôle Nord afin de rejoindre le Portsmouth Naval Shipyard, où il est retiré du service le 15 janvier 2006